# 혜심
혜심(慧諶: 1178년~1234년 7월 23일(음력 6월 26일))은 고려의 승려이다. 자는 영을, 호는 무의자, 속명은 최식(崔寔)이다. 시호는 진각국사(眞覺國師)이다.
1201년 신종 때 사마시에 합격하여 태학에 들어갔다. 그 후 어머니의 병환으로 집에 머물면서 불경을 탐독하였다. 어머니가 사망한 후 조계산에 들어가 보조국사 지눌 밑에서 승려가 되었다.
스승인 지눌의 생전에는 직책을 맡는 것을 거듭 사양하였으나, 1210년 지눌이 죽자 왕명으로 수선사로 들어가 그의 뒤를 이어 수선사 결사의 2대조가 되었다. 그 후 고종이 즉위하자 선사에 제수 되었으며 이어 대선사에 올랐다. 승과(僧科)에 응시하지 않고 승직에 오른 드문 경우이다.
보조국사 지눌의 뒤를 이어 보조의 선(禪) 사상을 발전·종합하고 간화선 수행방법을 고려불교에 정착시킨 인물로 평가받는다.
송광사에 그의 진각국사 원조탑(覺圓照)이 있다. 저서로 《선문염송》·《심요》·《무의자 시집》 등이 있다.

## 혜심이 등장한 작품
- 《무신》(MBC, 2012년~2012년, 배우:이대로)

## 관련 문화재
- 강진 월남사지 진각국사비 (보물 제313호)

## 참고 문헌
- 이 문서에는 다음커뮤니케이션(현 카카오)에서 GFDL 또는 CC-SA 라이선스로 배포한 글로벌 세계대백과사전의 내용을 기초로 작성된 글이 포함되어 있습니다.